# Scuderia Corsa

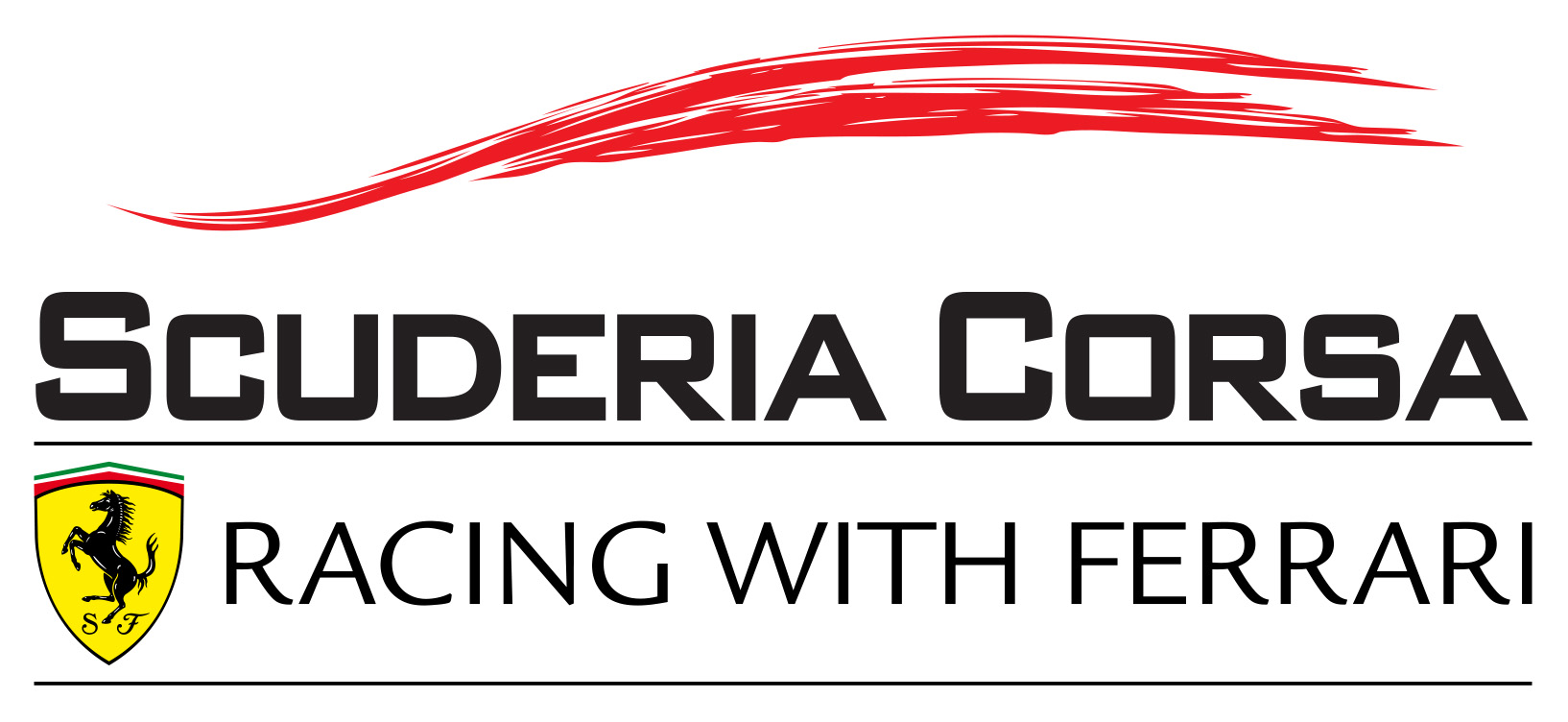
Logotipo da Scuderio Corsa.

A Scuderia Corsa é uma equipe estadunidense de automobilismo fundada em 2011 por Giacomo Mattioli e Art Zafiropoulo que compete atualmente no United SportsCar Championship, Pirelli World Challenge, 24 Horas de Le Mans e Ferrari Challenge na América do Norte. A Scuderia Corsa é o braço de corrida do Mattioli Automotive Group, incluindo Ferrari Beverly Hills, Ferrari Silicon Valley, Ferrari South Bay e Ferrari Westlake.
A equipe, em parceria com a Rahal Letterman Lanigan Racing, disputará as 500 Milhas de Indianápolis de 2018 com o piloto espanhol Oriol Servià.